# 朝鮮アジア太平洋平和委員会
朝鮮アジア太平洋平和委員会(ちょうせんあじあたいへいようへいわいいんかい)は、朝鮮労働党の外郭団体である。

## 概要
1994年夏に設立。朝鮮労働党の外郭団体であり、対外窓口の一つである。

## 主な業務
江原道金剛郡にある、金剛山観光の窓口業務をしている。

## 代表者
発足時の代表者は金容淳で、死去するまで務めていた。